# Mecranium
Mecranium là chi thực vật có hoa trong họ Mua.